# 제2급강하폭격비행단 이멜만
제2급강하폭격비행단 이멜만(독일어: Sturzkampfgeschwader 2 (StG 2) „Immelmann“)는 제2차 세계 대전 당시 루프트바페의 급강하폭격기 비행단이다. 이 비행당의 이름은 막스 이멜만의 이름을 따서 지어졌다. 1939년 5월 1일 처음 창설되어 폴란드 침공, 프랑스 공방전, 발칸반도 전역 등지에서 활동했다. 1943년 10월 18일에는 제2공격비행단 이멜만(Schlachtgeschwader 2)으로 재편성되었다.

## 역대 비행단장
- 중령 오스카르 디노르트: 1939년 10월 15일
- 중령 파울베르너 호첼: 1941년 10월 16일
- 대령 에른스트 쿠퍼 박사: 1943년 2월 13일
- 중령 한스카를 슈테프: 1943년 9월 10일

## 참고 문헌
- “Lexikon der Wehrmacht”. 《Sturzkampfgeschwader 2 "Immelmann"》. 2007년 7월 16일에 확인함.